# Calixto Paulino Esono Abaga Obono
Calixto Paulino Esono Abaga Obono (ur. 17 marca 1969 w Ebang-Zomo) – duchowny katolicki z Gwinei Równikowej, biskup Evinayong od 2017.

## Życiorys

### Prezbiterat
Święcenia kapłańskie otrzymał 22 grudnia 2000 i został inkardynowany do diecezji Bata. Pracował głównie jako duszpasterz parafialny, a w latach 2005–2017 był także rektorem niższego seminarium duchownego.

### Episkopat
1 kwietnia 2017 papież Franciszek mianował go biskupem ordynariuszem diecezji Evinayong. Sakry udzielił mu 20 maja 2017 prefekt Kongregacji ds. Ewangelizacji Narodów – kardynał Fernando Filoni.